# Podocarpus macrophyllus
Podocarpus macrophyllus är en barrträdart som först beskrevs av Carl Peter Thunberg, och fick sitt nu gällande namn av Robert Sweet. Podocarpus macrophyllus ingår i släktet Podocarpus och familjen Podocarpaceae. IUCN kategoriserar arten globalt som livskraftig.

## Underarter
Arten delas in i följande underarter:
- P. m. macrophyllus
- P. m. maki

## Bildgalleri

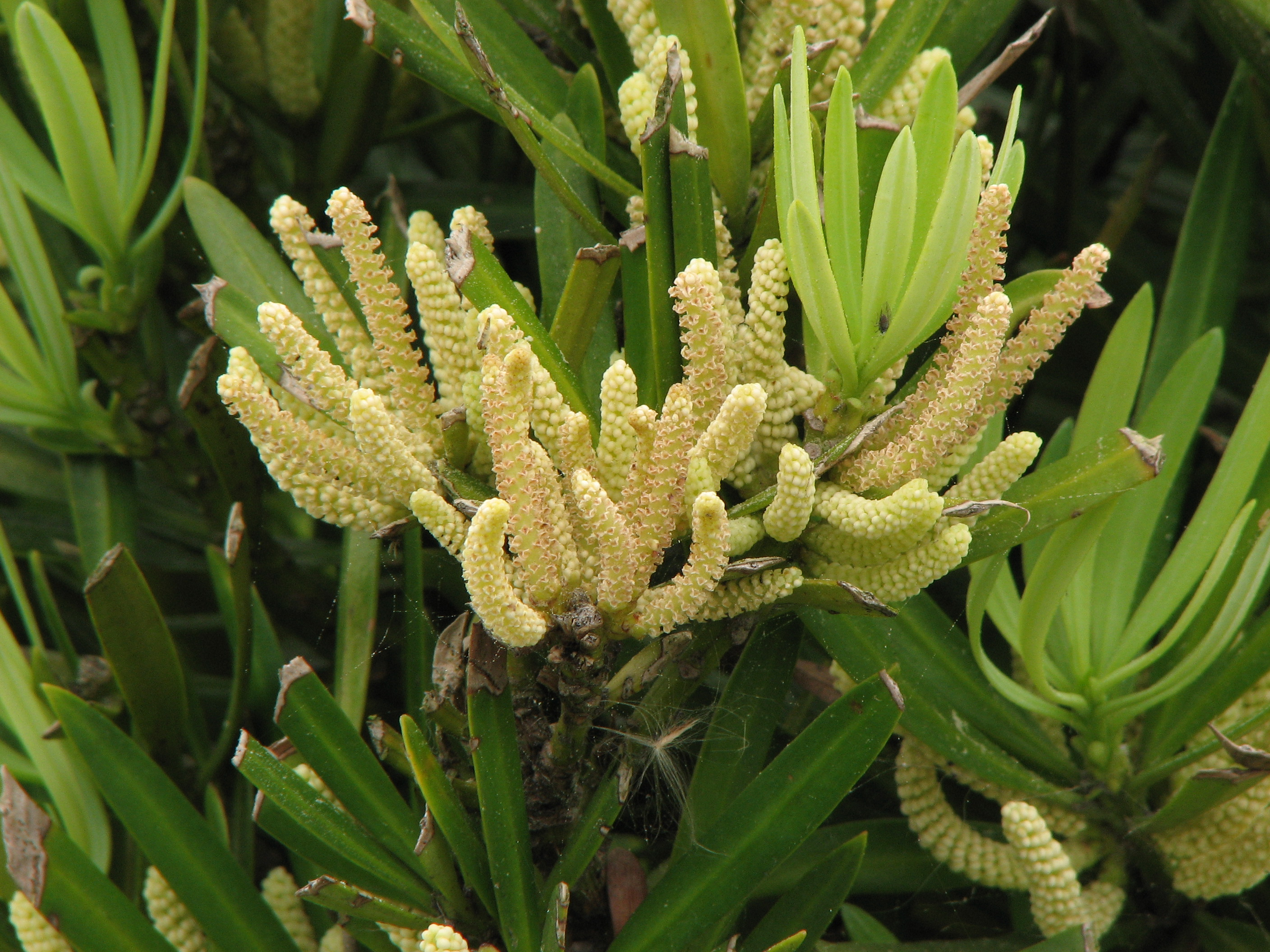
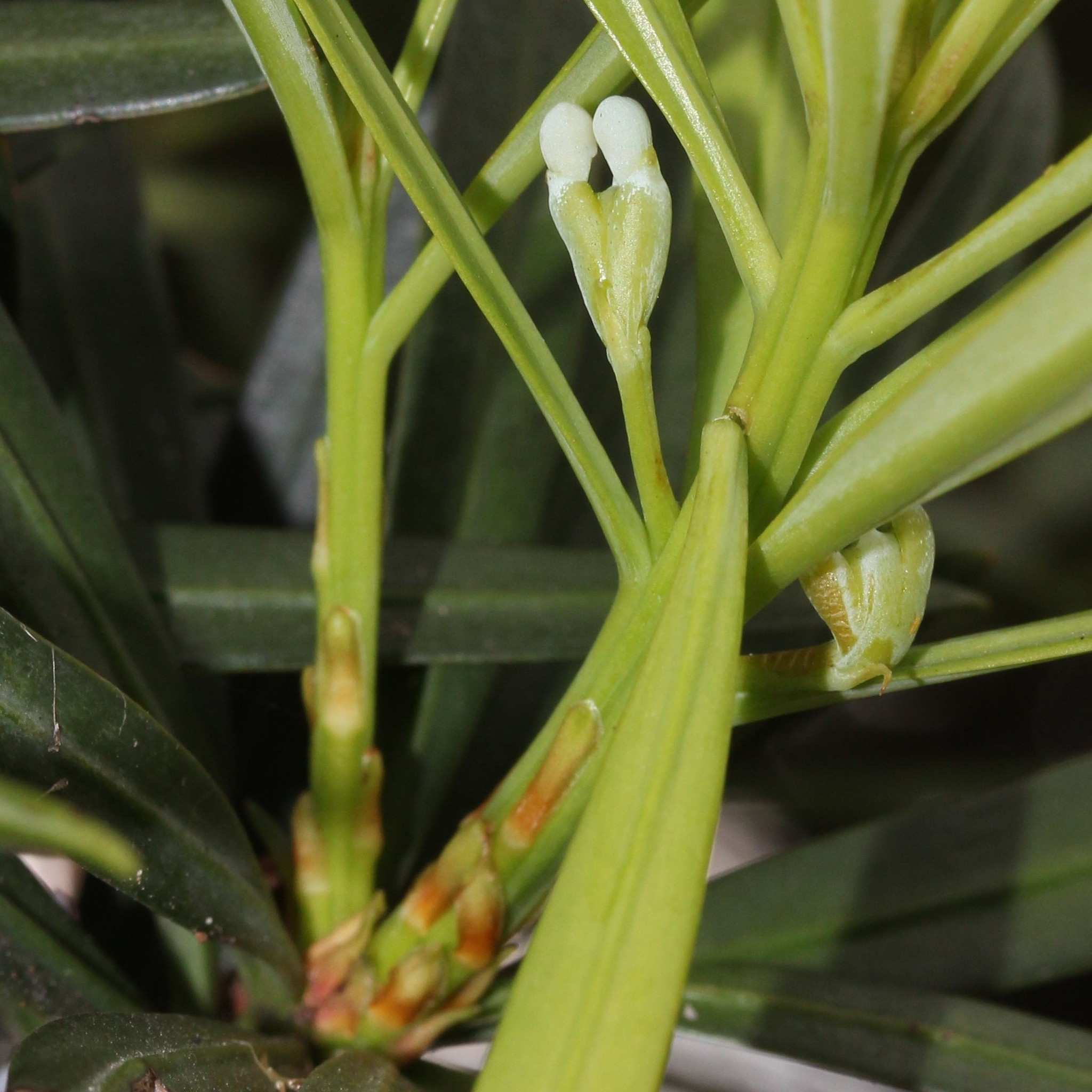
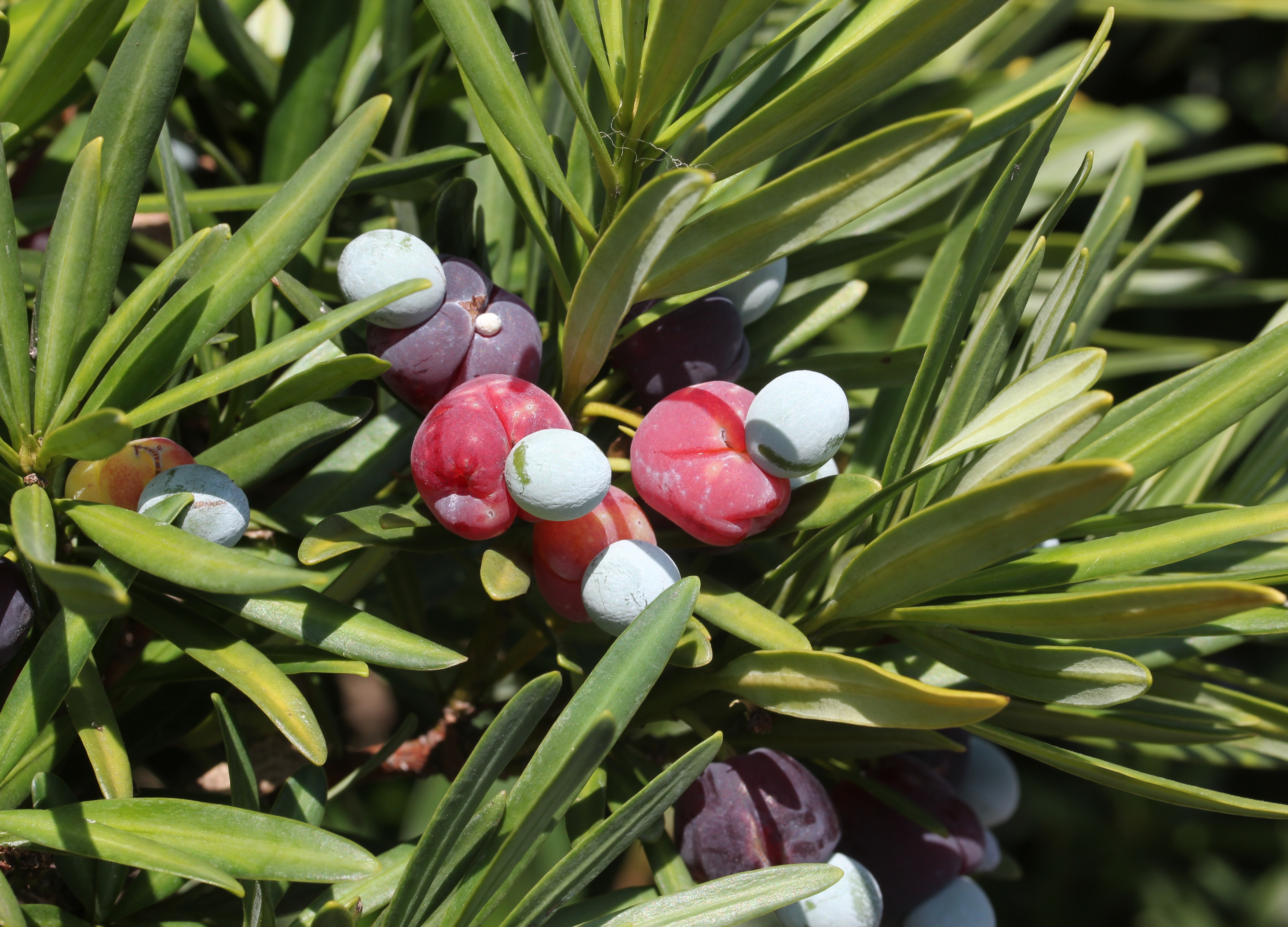
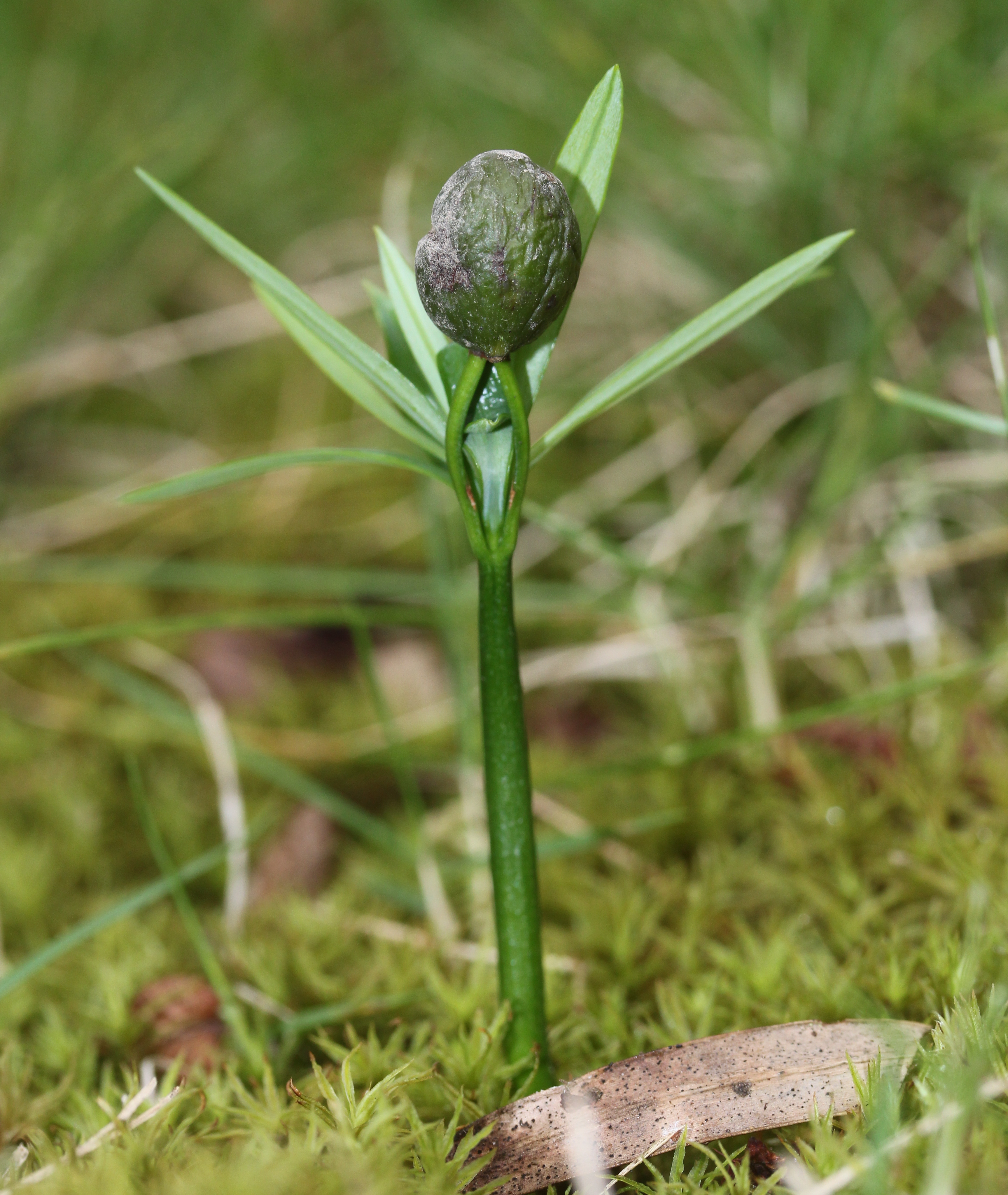
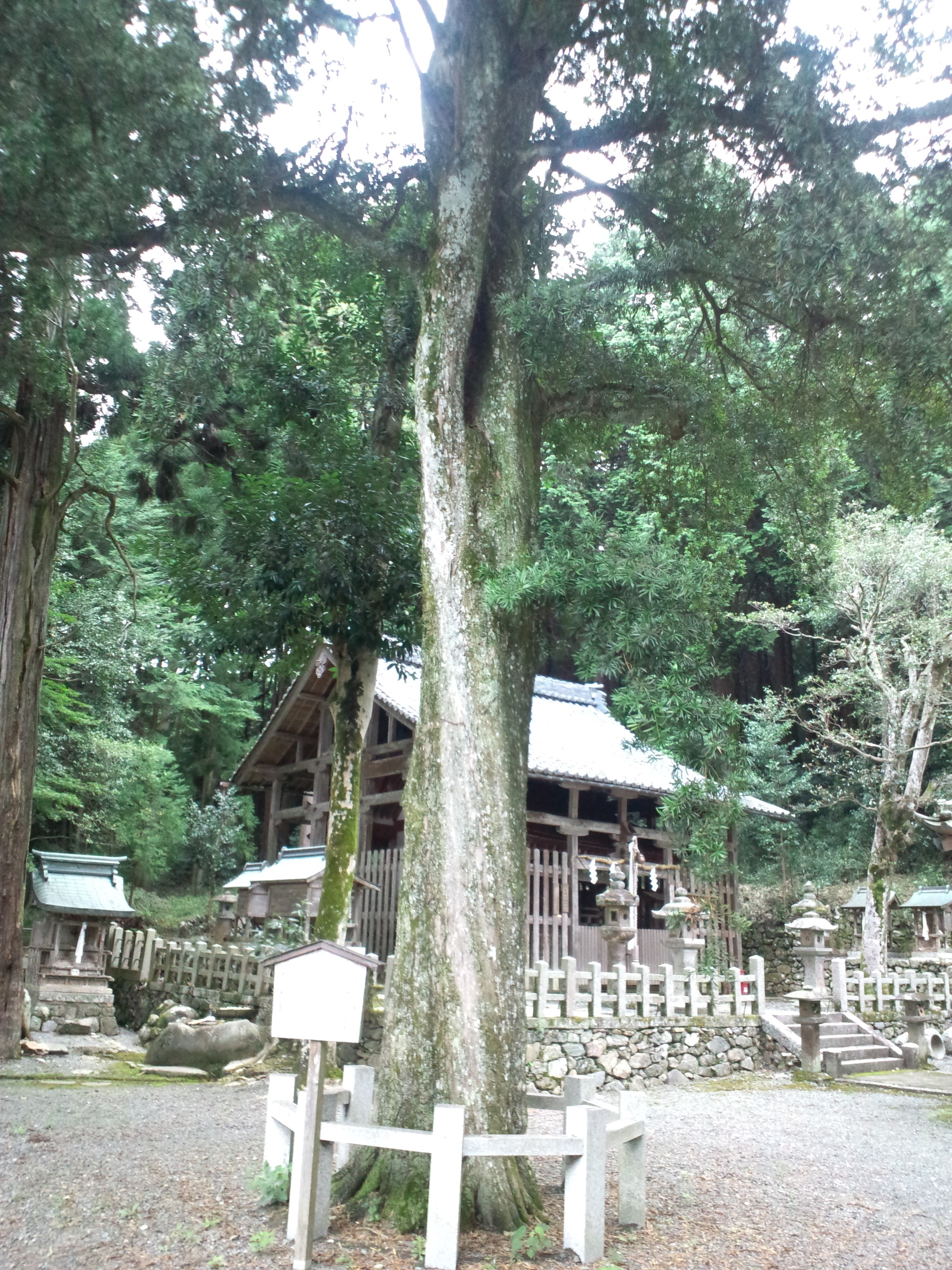
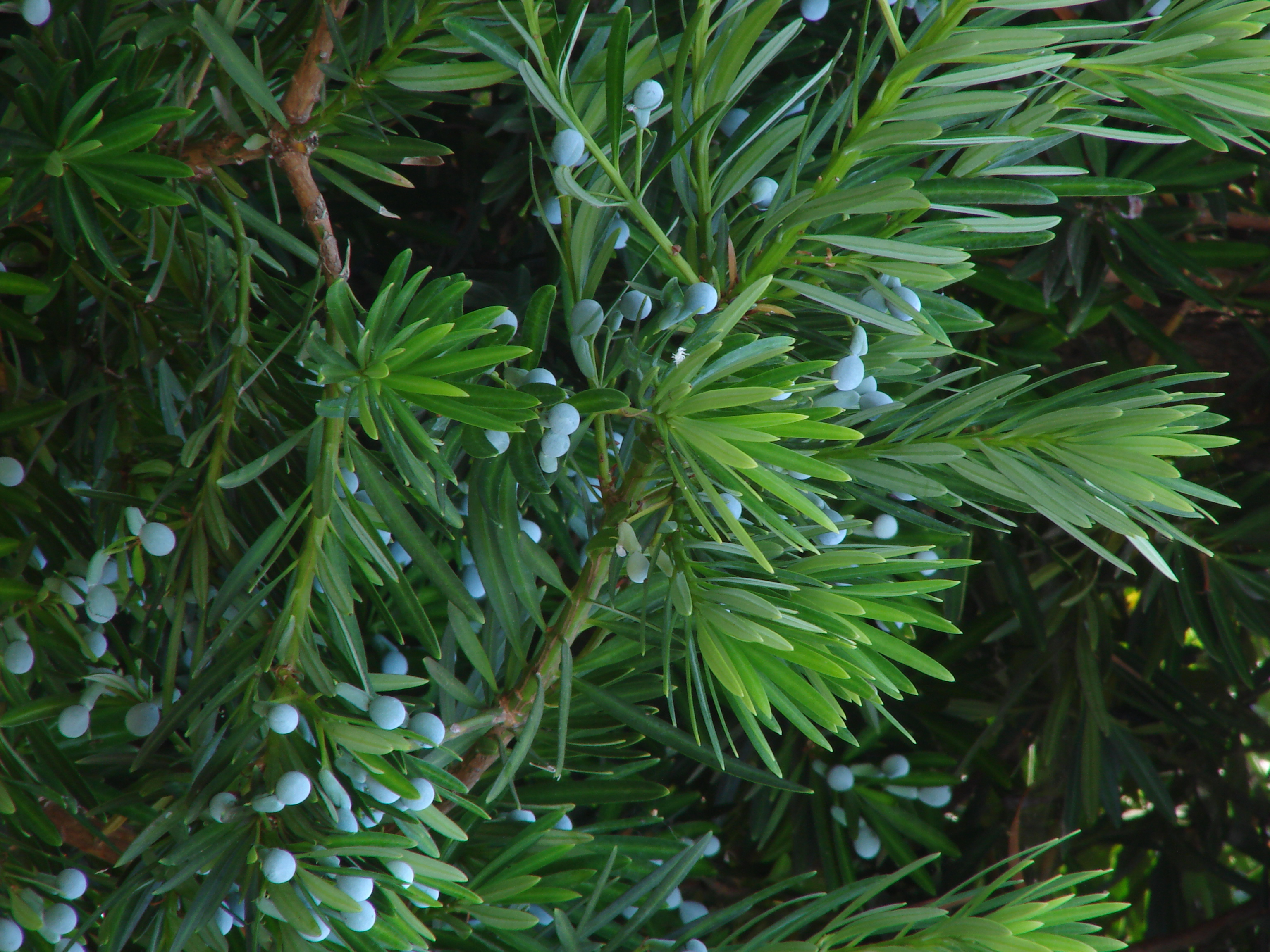